# Christian Hermann Schöne

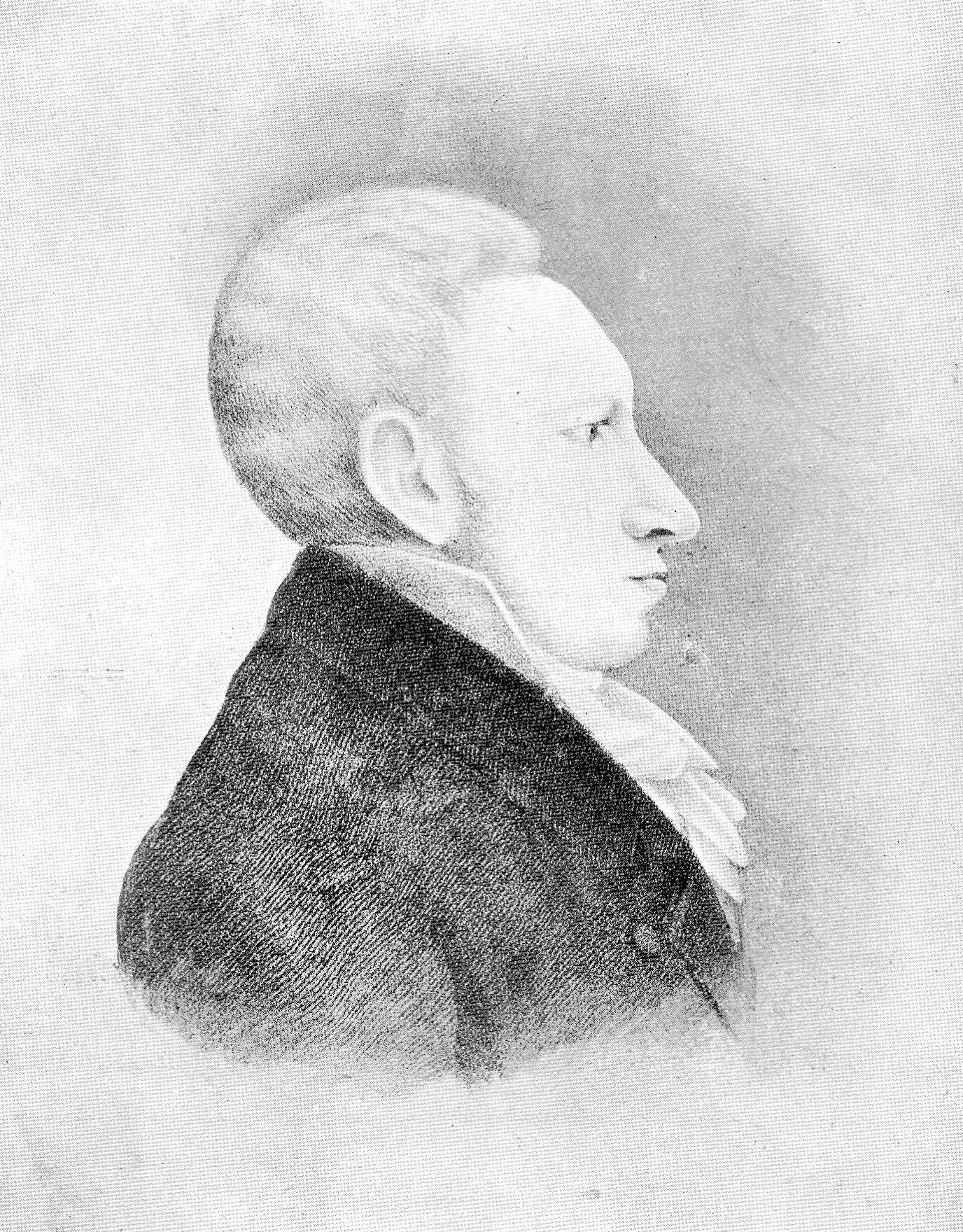
Dr. Christian Heinrich Schöne, Lithographie um 1824–1850

Christian Hermann Schöne (* 10. Februar 1763 in Bremen; † 18. Februar 1822 in Bremen) war ein deutscher Jurist und Bremer Bürgermeister.

## Biografie
Schöne war der Sohn von Syndicus Dethard Schöne (1727–1765) und der Archivarstochter Anna Margarethe, geb. von Post. Er war verheiratet mit der Ratsherrentochter Helena Wichelhausen.
Er absolvierte das Paedagogium und ab 1779 das Gymnasium Illustre in Bremen. Nach dem Abitur studierte er ab 1781 Rechtswissenschaften an der Universität Göttingen und promovierte 1786 zum Dr. jur. Danach war er am Kammergericht in Berlin tätig. Er führte umfangreiche Bildungsreisen nach Frankreich und England, in die Schweiz und Niederlande und in Deutschland durch.
1788 wurde er Professor der Rechte am Gymnasium Illustre in Bremen. 1792 war im Bremer Rat zunächst zweiter Syndicus und ab 1804 erster Syndicus des Senats. Von 1810 bis 1812 war er in der Bremer Franzosenzeit Munizipalrat, dann Präfekturrat (Rat beim französischen Statthalter) und er organisierte ein neues Handelsgericht. Von 1812 bis 1814 war Präsident dieses Handelsgerichts. 1813 nahm er wieder das Amt des Syndicus der Stadt Bremen wahr. 1817 wurde er als Nachfolger von Heinrich Lampe Bremer Bürgermeister und blieb es bis zu seinem Tod.
Die Bürgermeister-Schoene-Straße in Bremen-Schwachhausen wurde nach ihm benannt.